# Union sportive lisloise rugby
Maillots
Actualités
L'Union sportive lisloise rugby est un club français de rugby à XV situé à L'Isle-Jourdain (Gers).
Il évolue en Fédérale 1 pour la saison 2025-2026.

## Historique
Le club est créé en 1907 sous le nom de Racing Club lislois. Son premier président est Jean Chabanon. 
Devenu l'Union sportive lisloise entre-temps, le club acquiert son premier titre en devenant champion de France de 4e série en 1967 avec dans ses rangs Jean-Claude Skrela âgé de 18 ans.

Il accède à la troisième division à partir de 1970 et en gagne le titre de champion en 1981 lui permettant de jouer en 2e division jusqu'à la saison 1994-1995 ou il parvient à se hisser en 1re division groupe B.
Après être parvenu à se maintenir en 1re division groupe B lors de la saison 1995-1996 après une victoire en match de barrage contre Orthez, le club est relégué en 2e division lors de la saison suivante.
Relégué de nouveau au début des années 2000, le club tombe en 3e division. En 2003, le club accède directement, à la Fédérale 2 en terminant premier de poule. En 2004, dans sa lancée, l'US L'Isle-Jourdain accède à la Fédérale 1 et remporte la même année le Challenge de l'Essor.
Lors de la saison 2004-2005 en 1re division fédérale le club tombe dans la poule 3 ou il côtoie des clubs prestigieux : le SC Mazamet, le FC Lourdes, l'US Marmande, le SC Graulhet, le SO Millau, Saint-Jean-de-Luz olympique rugby, l'US La Teste et l'US Colomiers qui vient d’être rétrogradé administrativement de Top 16 en Fédérale 1. 
Terminant 11e avec 8 victoires et 14 défaites, l'US L'Isle-Jourdain est rétrogradé en Fédérale 2.

L'Isle-Jourdain devient vice-champion de France de Fédérale 2 en 2022 après avoir été battu Agde 15-3 en finale du championnat.

## Palmarès
- Vice-champion de France de 2e série en 1962
- Champion de France de 4e série en 1967
- Champion de France 3e division en 1981.
- Vainqueur du challenge de l'Essor en 2004.
- Double vainqueur du challenge de l'Essor et du championnat de France de Fédérale B en 2012 et 2013
- Vice-champion de France de Fédérale 2 en 2022.

## Personnalités du club

### Internationaux à XV
- Elie Cester (35 sélections)
- Jean-Claude Skrela (46 sélections)
- Serge Lairle (1 sélection)
- Patrick Tabacco (18 sélections)
- Martin Page-Relo (14 sélections)

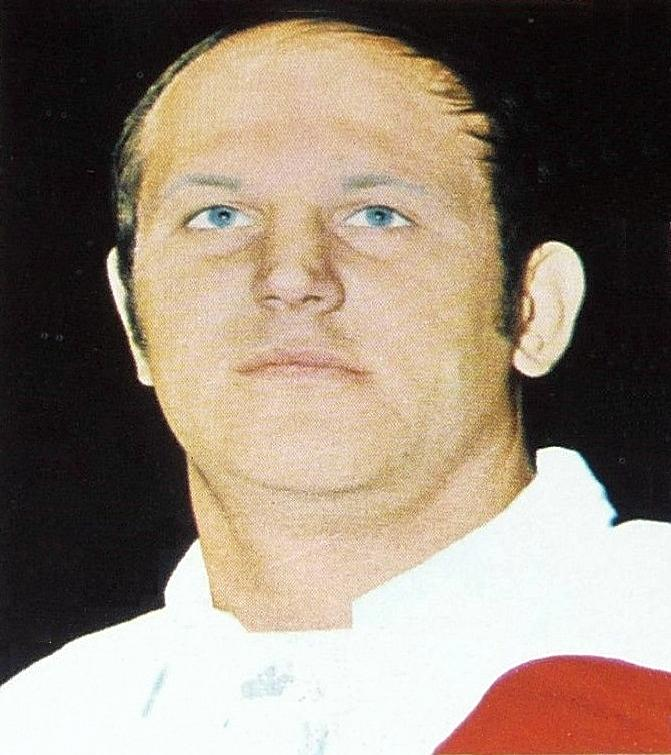
Élie Cester
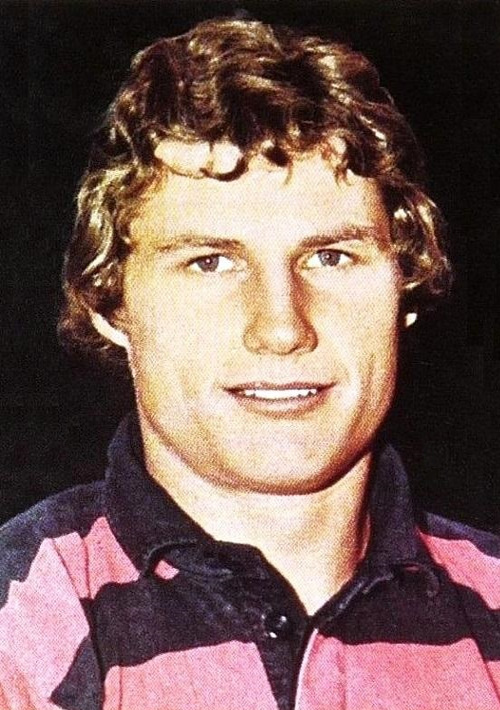
Jean-Claude Skrela
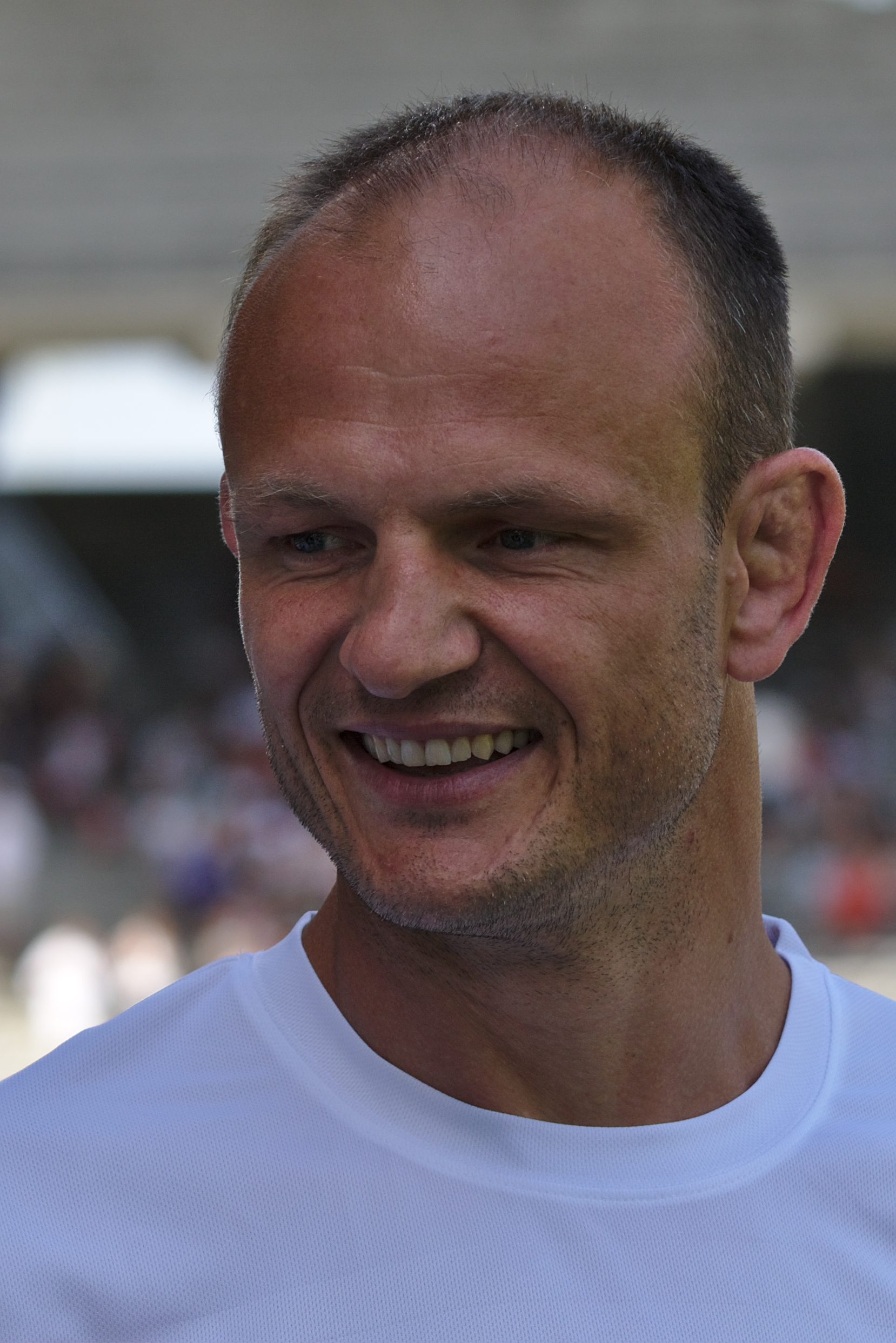
Patrick Tabacco

### Internationaux à XIII
- Robert Barthès
- Serge Tonus (8 sélections)
- René Zaccariotto

### Joueurs emblématiques
- Jean-Luc Cester

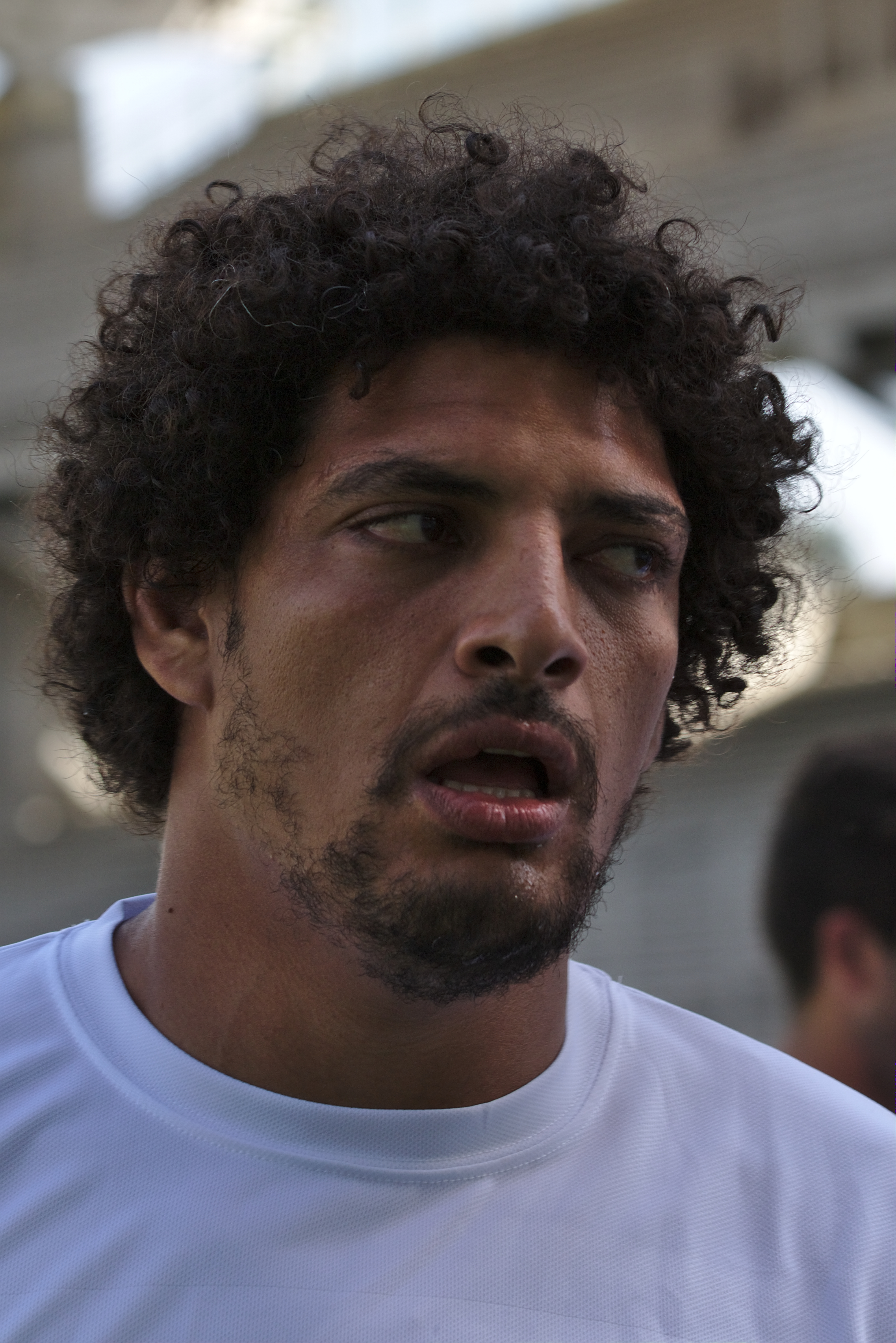
Karim Ghezal
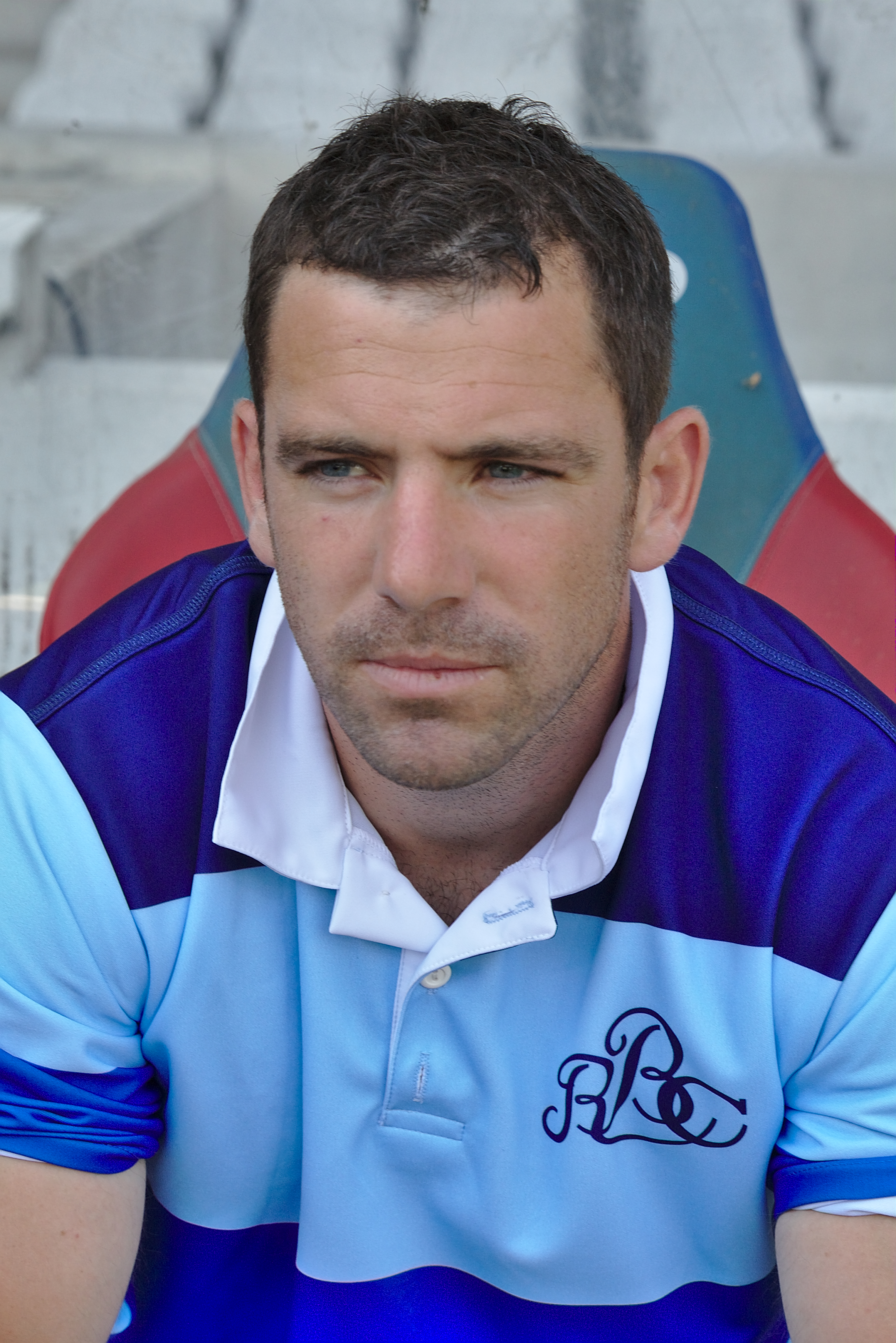
Florian Ninard
- Pavel Stastny
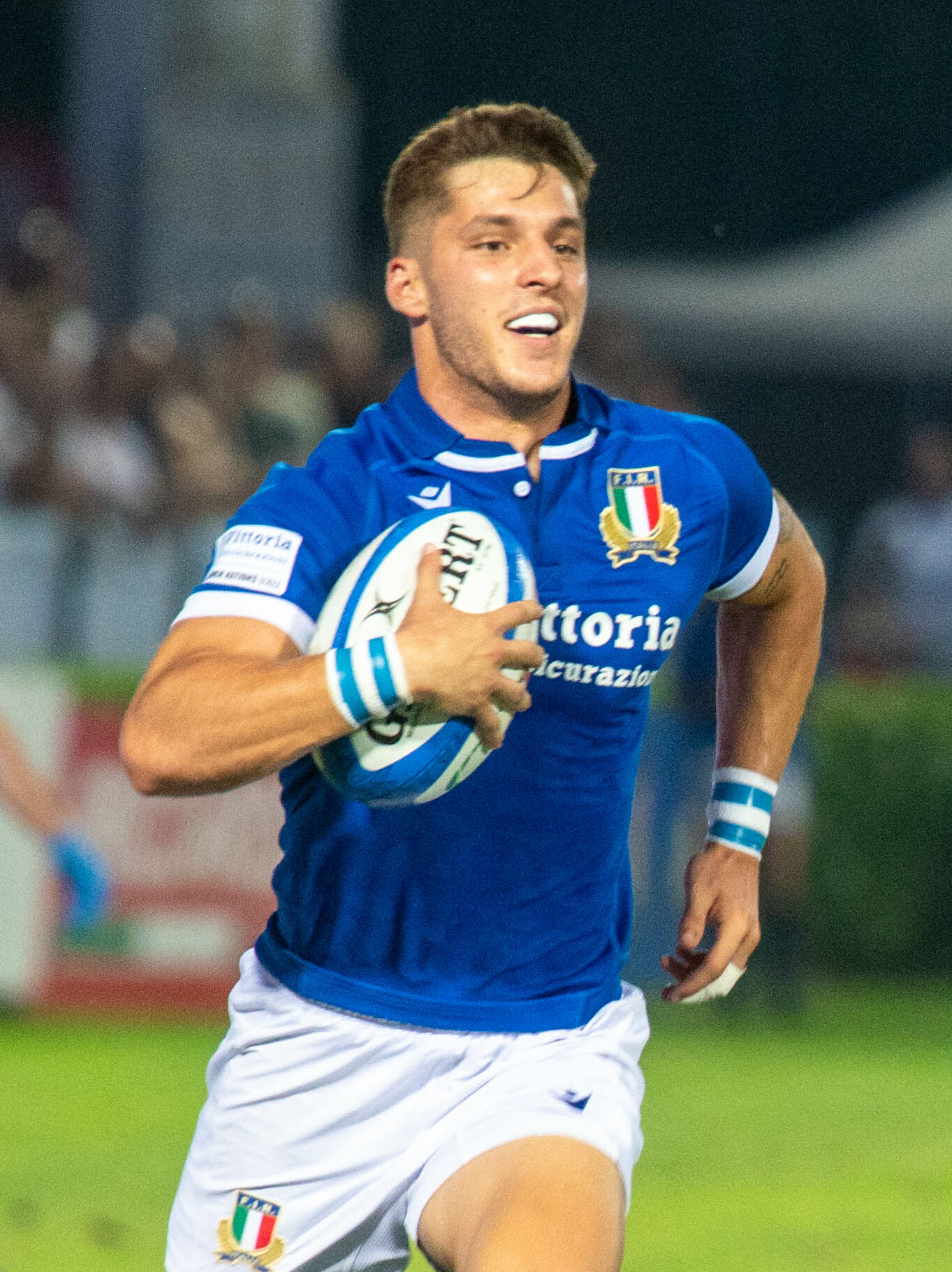
Martin Page-Relo

- Karim Ghezal
- Florian Ninard
- Martin Page-Relo

### Entraîneurs
- Henry Broncan : 1979-1982
- Claude Labatut : 1990-1992
- Karl Janik : 1996-1997
- Yannick Lafforgue et Stéphane Bohn : 2017-2019
- Christophe Sottil et Éric Lacroix : 2019-2020
- Gilles Taché , Paul Aygobére et Nicolas Ufferte : 2020-2021
- Paul Aygobére et Nicolas Ufferte : 2021-2023
- Paul Aygobère et Olivier Argentin : 2023-2025
- Paul Aygobère, Olivier Argentin et Yannick Idrac : 2025-

### Présidents
- 1907-1930: Jean-Chabanon
- 1942-1944 : Adrien Marcet
- 1944-1952 : Jean Bégué
- 1952-1954 : Georges Collongues
- 1954-1957 : Marius Darolles
- 1957-1958 : Marcel Claverie
- 1958-1959 : André Anty
- 1960-1965 : Maurice Bardou
- 1965-1978 : Antonin Grazide
- 1978-1979 : Aimé Lafforgue
- 1979-1983 : Fernand Lapalu
- 1983-1988 : Louis Aygobére
- 1988-1992 : Claude Duffaut
- 1992-1995 : Jean Etienne Bernard
- 1995-1997 : Pierre Aygobére
- 1997-1998 : Richard Azzano et Henri Gasparotto
- 1998-2000 : Philippe Archer, Richard Azzano, Alain Laïrle
- 2000-2002 : Richard Azzano
- 2002-2006 : Henry Roy
- 2006-2008 : Jacques Cettolo
- 2008-2012 : Henri Roy
- 2012-2015 : Pierre Lahille
- 2015-2018 : Henri Roy
- 2018-2019 : Henry Roy / Thierry Charlas
- 2019-     : Thierry Charlas / Philippe Castaing